# القادم من القيامة
القادم من القيامة رواية باللغة العربية للكاتب الفلسطيني وليد الشرفا. صدرت الرواية لأوّل مرة عام 2008 عن مركز أوغاريت الثقافي برام الله.
تتحدث الرواية عن الواقع الفلسطيني على لسان راويَيْن، و صديقهما الثالث، و تستحضر عددا من الثيمات المتكررة في الأدب الفلسطيني مثل الاغتراب والعودة، المقاومة والخيانة، وتحول النضال إلى انتهازية.

## الإصدارات
صدرت الرواية مرتين، الأولى في 2008 عن مركز أوغاريت الثقافي، في رام الله في كتاب ب126 صفحة، والثانية عام 2013، المؤسّسة العربيّة للدّراسات والنّشر في بيروت، في كتاب ب174 صفحة.

## ملخص الحبكة والثيمات
تتناول الرواية الواقع الفلسطيني بعد نكسة 1967، وتطرح صراع الإنسان الفلسطيني بين البقاء في الوطن أو الهجرة، وذلك من خلال شخصيتين رئيسيتين تتناوبان السرد بضمير المتكلم. الأول هو الفلسطيني المغترب الذي هاجر بحثًا عن حياة أفضل لكنه يعيش في صراع بين الانتماء لوطنه ومحاولته الاندماج في حياة المنفى. والثاني هو الفلسطيني المقيم الذي يصر على البقاء رغم الواقع القاسي والفساد المستشري.
تدور القصة حولهما وحول صديقهما الثالث، الذي يلقب بـ "الشيخ" أو "الشهيد"، والذي يستشهد خلال مقاومته للاحتلال، تاركًا خلفه زوجته وابنته ووصية لأصدقائه يطلب فيها منهم الاستمرار في النضال، ويحذرهم من "الشاعر"، وهو شخصية انتهازية متواطئة مع الاحتلال، يستغل النضال الوطني والدين لتحقيق مكاسب شخصية. لاحقًا، يتزوج "الشاعر" أرملة الشهيد ويدّعي أنه يجاهد بماله ونفسه، فيما يبرر إمام المسجد تصرفاته استنادًا إلى تفسيرات دينية انتقائية.
تنتهي الرواية بمشهد مأساوي حيث يقتل الراوي المقيم على حاجز إسرائيلي بينما كان يحاول إنقاذ امرأة حامل، مما يعزز فكرة أن الفلسطيني يعيش حالة "اللا-إقامة"، فهو منفي في وطنه مثلما هو منفي خارجه. في النهاية، يعود الراوي المغترب لإلقاء النظرة الأخيرة على صديقه الراحل، ليجد نفسه مكسورًا ومحطمًا، محققًا ما تنبأت به الأغنية التي تتكرر في الرواية: "سترجع يومًا يا ولدي، مهزومًا مكسور الوجدان."

## الاستقبال
يرى بعض النقاد أن الرواية تقدم مقاربة للمسألة الفلسطينية من خلال التركيز على الإقامة المؤقتة أو اللا-إقامة، حيث يجد الفلسطيني نفسه مقصيًا عن وطنه بفعل الاحتلال، بينما يعيده المنفى روحياً ورمزياً إلى وطن لا يستطيع التخلي عنه. كما تعكس الرواية واقعًا مأزومًا تتحول فيه فلسطين إلى نموذج لصناعة الهزيمة، حيث يتصارع الجميع على البقاء وسط فساد النخب وانهيار المعاني الوطنية، ما يجعل الشخصيات هاربة من واقع بائس إلى مثال أكثر بؤسًا.
ويعتبر آخرون أن الرواية تنتقد الوضع الفلسطيني، حيث تبرز فساد السلطة الفلسطينية وخيانة بعض المثقفين والانتهازيين الذين باعوا القضية لصالح مصالحهم الشخصية.
وعلى المستوى السردي، يرى البعض أن الرواية تستخدم السرد المستحيل، حيث تختلط الأزمنة والأمكنة والشخوص، مما يعكس الفوضى التي يعيشها الفلسطيني المعاصر.
بينما يرى بعض النقاد أن الرواية تميل إلى توثيق الألم الفلسطيني أكثر من تقديم رؤية للخلاص، حيث تركز على الرواية-الوثيقة التي تعكس صعوبات المنفى والواقع الفلسطيني دون أن تراهن بوضوح على المستقبل، مما يجعلها شهادة على المأساة أكثر من كونها مشروعًا للمقاومة الفكرية.